# Mount Passel
Mount Passel ist ein 562 m hoher Berg in Form eines Gebirgskammes im westantarktischen Marie-Byrd-Land. Er ragt 6 km nördlich der Swanson Mountains in den Ford Ranges auf.
Geologen der United States Antarctic Service Expedition (1939–1941) entdeckten ihn im Dezember 1940. Namensgeber ist Charles Fay Passel (1915–2002), Geologe und Funker bei dieser Forschungsreise und beteiligt an der Entdeckung des Berges.